# Clément Drioton
Clément Drioton (Nancy, 15 septembre 1872 - Troyes, 13 septembre 1934,) est un spéléologue français. 
Il est surtout connu comme précurseur de la spéléologie en Côte-d'Or.

## Biographie
Il était libraire à Troyes et membre de la Commission des antiquités de la Côte-d'Or.

## Activités spéléologiques
Dans le domaine de la spéléologie, dès 1892, avec G. Curtel, il entame l'exploration quasi systématique de toutes les cavités du département de la Côte-d'Or : Creux Percé, grotte de la Tournée, trou Madame, etc.
En compagnie de Édouard-Alfred Martel et Louis Armand, il participe activement en 1904 et 1908, aux explorations du gouffre du Souci, la principale entrée du réseau de Francheville (-57 mètres à l'époque).

## Œuvres
Il laisse derrière lui quelques publications de référence, dont :
- Drioton, C. (1897) : Les cavernes de la Côte-d'Or, in Mémoires de la Société de spéléologie, numéro 8, mars 1897.

## Sources bibliographiques
- « Les grandes figures disparues de la spéléologie française », Spelunca (Spécial Centenaire de la Spéléologie), no 31,‎ juillet-septembre 1988, p. 46
- Delanghe, Damien, Médailles et distinctions honorifiques (document PDF), in : Les Cahiers du CDS no 12, mai 2001.
- Association des anciens responsables de la Fédération française de spéléologie : In Memoriam.